# Trojský citron
Trojský citron (v anglickém originále Lemon of Troy) je 24. díl 6. řady (celkem 127.) amerického animovaného seriálu Simpsonovi. Scénář napsal Brent Forrester a díl režíroval Jim Reardon. V USA měl premiéru dne 14. května 1995 na stanici Fox Broadcasting Company a v Česku byl poprvé vysílán 20. května 1997 na stanici ČT1.

## Děj
Marge poučuje Barta o důležitosti městské hrdosti poté, co napíše své jméno do mokrého cementu. Bart si brzy uvědomí radosti života ve Springfieldu a rozčílí ho protispringfieldské posměšky přicházející ze sousedního Shelbyvillu. Dědeček mu vysvětlí, že tato rivalita má původ v založení obou měst: Jebediáš Springfield chtěl mít město, které podporuje cudnost a zdrženlivost, ale Shelbyville Manhattan, zakladatel Shelbyvillu, byl zastáncem bratraneckých sňatků. 
Následujícího dne je springfieldský citroník ukraden bandou chlapců ze Shelbyvillu. Bart vede Milhouse, Nelsona, Martina, Todda a Databáze do Shelbyvillu, aby strom našli a vrátili ho do Springfieldu. Bartova četa najde strom na odstavném parkovišti, kde žije vůdce gangu, který strom ukradl. Pomocí karavanu Neda Flanderse dovede Homer otce chlapců k jejich synům do Shelbyvillu. Otcové a synové požadují vrácení stromu, ale majitel odstavného parkoviště se jim vysmívá a odmítá jim ho vydat. 
Bart použije strategii trojského koně a zaparkuje obytný vůz před nemocnicí, kde je zabaven na parkovišti. Když padne noc, muži a chlapci ze Springfieldu vystoupí z karavanu a přivážou citroník na jeho vrchol. Majitel pozemku je chytí, ale podaří se jim utéct a strom vrátit do Springfieldu. 
Následně starší města Springfield a Shelbyville poskytnou vlastní konec příběhu. Ve Springfieldu děda oslavuje triumfální návrat stromu „hrdiny Springfieldu“; Bart a Milhouse to oslavují sklenicí limonády z několika kapek citronové šťávy (a velkého množství cukru). V Shelbyvillu si starý muž vymyslí historku o tom, že ve stromu straší, aby zakryl rozpaky z prohry se soupeři ze Springfieldu. Shelbyvillské děti pijí místo toho k velkému znechucení řepnou šťávu.

## Produkce
Díl napsal Brent Forrester a režíroval jej Jim Reardon. Již v počáteční fázi výroby se scenáristé rozhodli, že vůdce dětí ze Shelbyvillu, Shelby, a jeho otec by měli být vytvořeni podle vzoru Barta a Homera. Hlas Shelbymu propůjčila Tress MacNeilleová a Shelbyho otce namluvil Hank Azaria, jenž vycházel z Waltera Matthaua, stejně jako Dan Castellaneta původně vycházel z Matthaua při ztvárnění Homera.
Scenáristé chtěli, aby springfieldské děti našly oblast Springfieldu, která není zdecimovaná, a animátoři navrhli verzi Springfieldu, která byla velmi idylická. Nakreslili několik scén, ve kterých děti běhají po neznečištěných potocích a lesích. Příroda Shelbyvillu působí ve srovnání se Springfieldem temnějším dojmem.

## Kulturní odkazy
V epizodě Milhouse recituje lehce parafrázovaný verš z Princeovy písně „When Doves Cry“ z roku 1984. Ve scéně odkazující na povídku The Lady, or the Tiger? Bart identifikuje číslo sedm římskými číslicemi s odkazem na neexistující pokračování filmové série Rocky, Rocky VII: Adrianova pomsta. Scéna s Bartem a jeho týmem, kteří sedí na kopci nad nepřátelským táborem a dívají se dolů na ukořistěný strom, kolem něhož krouží děti na kolech, se podobá scéně z filmu Šílený Max 2 – Bojovník silnic.

## Přijetí

### Kritika
Po odvysílání získal díl mnoho pozitivních recenzí od fanoušků i televizních kritiků. Matt Groening, tvůrce Simpsonových, označil epizodu za „klasiku“ a řekl, že patří k jeho nejoblíbenějším dílům seriálu. Warren Martyn a Adrian Wood, autoři knihy I Can't Believe It's a Bigger and Better Updated Unofficial Simpsons Guide, uvedli, že v této epizodě je „několik pěkných nápadů – Bart a jeho kamarádi mají v Shelbyvillu skoro dvojníky, ale je to podivně přízemní výlet a zdá se, že je v této fázi řady schovaný – rozumně.“. Ryan Keefer z DVD Verdict v recenzi šesté řady uvedl, že epizoda patří „snadno k nejlepším dílům řady“ a že je „od svého prvního vysílání stále příjemnější“. Dodal, že díl je „plný všeho, co dělá seriál úspěšným“, a udělil mu hodnocení A. Server Entertainment.ie ji zařadil mezi 10 nejlepších simpsonovských epizod všech dob a server Nashville Scene díl označil za „dokonalou epizodu“.

### Sledovanost
V původním vysílání skončil díl v týdnu od 11. do 17. května 1995 na 55. místě ve sledovanosti s ratingem 8,1 podle agentury Nielsen a byl šestým nejsledovanějším pořadem stanice Fox v tomto týdnu.